# Panamint-Klapperschlange
Die Panamint-Klapperschlange (Crotalus stephensi) ist eine Schlangenart aus der Unterfamilie der Grubenottern. In älterer Literatur wird sie noch unter der Bezeichnung Crotalus mitchellii stephensi als Unterart der Gefleckten Klapperschlange beschrieben. Die Trivialbezeichnung bezieht sich auf die Typuslokalität in der Panamint Range und das Epitheton „stephensi“ ehrt Frank Stephens, ehemals Kurator der San Diego Society of Natural History und Mitglied der Death Valley Expedition.

## Merkmale
Crotalus stepheni ist eine relativ kleine Klapperschlangenart mit stämmigem Körperbau, kurzem Schwanz und hornartiger, segmentierter Klapper. Die Gesamtlänge beträgt durchschnittlich etwa 60 cm, maximal werden etwa 94 cm erreicht. Der Kopf ist groß, breit, von oben gesehen dreieckig geformt und hebt sich deutlich vom schmalen Hals ab. Die Augen sind mittelgroß und haben vertikal elliptische Pupillen. Die Schuppen auf dem Rücken sind gekielt, es sind 21 bis 27 (meist 25) Reihen Dorsalschilde vorhanden. Bauchseits finden sich 166 bis 187 Ventralschilde, 16 bis 28 Subcaudalschilde und ein ungeteiltes Analschild. Die Augenbrauenschilde (Scuta supraoculare) sind durch eine Naht geteilt. Der Giftapparat besteht aus modifizierten Speicheldrüsen (Giftdrüsen), die über einen Giftkanal mit hohlen, einklappbaren Fangzähnen im vorderen Oberkiefer verbunden sind (solenoglyphe Zahnstellung).
Die Körperfärbung ist variabel hellbraun, gelblich, orangefarben, grau, weißlich oder braun. Der Körper ist mit einem Muster aus dunkel gesprenkelten, gebänderten Zeichnungen versehen, die unterschiedlich deutlich ausgeprägt sein können. Der Schwanz weist eines oder mehrere dunkle Bänder auf, jedoch normalerweise nicht abwechselnd mit hellen Bändern. Die letzten dunklen Schwanzbänder verschmelzen häufig kurz vor der Rassel zu einem größeren schwarzen Band.

## Lebensweise
Crotalus stephensi führt eine weitgehend bodenbewohnende und tagaktive Lebensweise, wobei sich in der sommerlichen Hitze die Aktivitätsphase in die Dämmerung und Nacht verschieben kann. Zum Beutespektrum zählen hauptsächlich Eidechsen, Nagetiere und andere Kleinsäuger sowie gelegentlich Vögel. Zwischen Oktober oder November und März oder April wird eine Winterruhe gehalten, die Paarungszeit fällt in die Monate April und Mai. Die Fortpflanzung erfolgt ei-lebendgebärend (Ovoviviparie), nach einer Tragzeit von vier bis fünf Monaten werden bis zu elf 20 bis 30 cm lange Jungschlangen geboten.

## Toxikologie
Über Zusammensetzung und Pharmakologie des Giftsekrets liegen nur wenig gesicherte Daten vor. Nach einem Giftbiss beim Menschen können  unterschiedlich starke lokale Schmerzen, Schwellungen, Blasenbildung sowie gegebenenfalls die Bildung einer Nekrose auftreten. Zu den systemischen Auswirkungen können Koagulopathie, Blutungen und Nierenversagen zählen. Selten auftretende Myolyse und neurotoxische Effekte können nicht ausgeschlossen werden. Bissunfälle mit Crotalus stephensi sollten dringend und als potentiell lebensbedrohlich behandelt werden. Eine rasche Beurteilung und der Beginn einer symptomatischen Behandlung sowie nötigenfalls die Applikation eines geeigneten Antivenins sind zwingend erforderlich. Die Antivenintherapie ist die wichtigste Behandlungsmaßnahme bei starker lokaler und systemischer Symptomatik, es können mehrere Dosen erforderlich sein.

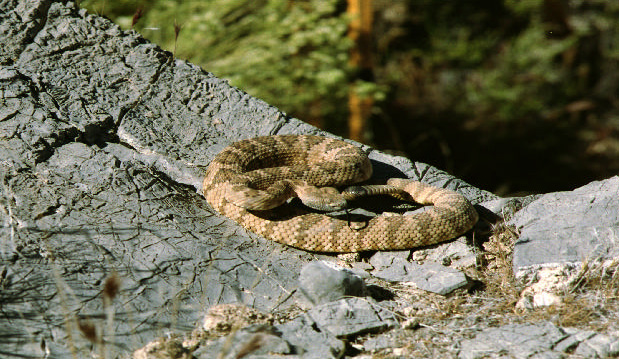
Crotalus stephensi im Habitat (Nevada Test Side)

## Vorkommen
Trutnau (1998) beschreibt für Crotalus (mitchellii) stephensi ein Verbreitungsgebiet, dass sich in Utah (Südwesten), Arizona (Westen) und Kalifornien (Süden) sowie Teile Mexikos (nordwestliches Sonora, Baja California) erstreckt. Neueren Kenntnissen nach Douglas et al. (2007) zufolge ist das Verbreitungsgebiet wesentlich beschränkter: zentrales östliches Kalifornien, etwa ab dem Mojave River nach Norden entlang der Ostseite der Sierras bis nach Nevada. Die Typlokalität liegt zwei Meilen westlich von Jackson Springs in den Panamint Mountains (Inyo County, Kalifornien) auf einer Höhe von 1900 Metern. Die besiedelten Habitate liegen in Höhenlagen bis etwa 2500 Metern und werden hauptsächlich von Wüsten mit zerklüftetem, felsigem Gelände und offenen Koniferenwäldern dargestellt.

## Systematik
Crotalus stepheni wurde lange als Unterart der Gefleckten Klapperschlange, Crotalus mitchellii, geführt. Ergebnisse molekularbiologischer Untersuchungen zum systematischen Status wurden von Douglas et al. (2007) veröffentlicht. Hierbei wurde als Markersysteme auf mtDNA der Gene von ATPase 8 und ATPase 6 sowie die Introns 5 und 6 der (n) DNA des ribosomalen Proteins zurückgegriffen. Betrachtet wurde das Verhältnis von Crotalus (mitchellii) mitchellii, Crotalus (mitchellii) pyrrhus und Crotalus (mitchellii) stephensi sowie Sistrurus catenatus als entfernter stehende verwandte Klade. Die Autoren der Studie weisen C. m. stephensi als Schwesterart der Festland-Unterarten des C. mitchellii-Komplexes aus, ein Ergebnis, das mit bestimmten Merkmalen der Kopfschuppung und der nördlichsten geografischen Verbreitung innerhalb dieses Komplexes übereinstimmt.